# Vývojář
Vývojář  je označení člověka nebo pracovní pozice, jehož (nebo jejíž) agenda se týká (umělého) vývoje, tedy lidského úsilí směřujícího k vytvoření konkrétního pracovního postupu popisujícího způsob vytvoření výrobku, dosažení dohody (kompromisu) mezi lidmi či reakce umělé inteligence na různé vnější stavy či jejich posloupnost.
Výrazu se užívá především jako odvolávky na pracovníka, jehož profesním zaměřením je vývoj softwaru, často také nesprávně jako synonyma pro termín programátor, nicméně vývoj jakožto následovník výzkumu a předchůdce sériové výroby neprobíhá pouze v oblasti programového vybavení. V jiných oborech se v tomto významu užívají slova návrhář a metodik, popř. též inženýr nebo konstruktér.

## Software
Oproti programátorům vývojáři softwaru zabírají větší část procesu vývoje. Lze říci, že každý programátor je vývojářem, ale ne konstatovat, že každý vývojář programového vybavení je programátorem. Vývoj softwaru sestává z několika fází, mj. analýzy, návrhu, implementace a testování, z nichž programátoru přísluší účast na implementaci (naprogramování konkrétní funkčnosti), kdežto jako vývojáře lze označit člověka participujícího v kterékoli, nebo i všech těchto etapách; vývojář může být i vedoucím projektu.
S ohledem na výše uvedené jsou s úlohou vývojáře obecně spojeny větší nároky na samostatné uvažování a individuální zodpovědnost než s rolí programátora.

## Elektronika
Vývojář elektronického zařízení se zabývá návrhem analogového nebo číslicového obvodu. Může se jednat např. o zabezpečovací systémy (alarmy), řídicí jednotky jiných technologických celků (kupř. automatických praček, automobilů nebo pásových dopravníků), kardiostimulátory nebo dvojbrany zpracovávající zvukový signál (principielně lidský hlas), ale také hradlová pole, mikroprocesory, řadiče, sběrnice nebo třeba grafické karty.

## Móda
Za vývojáře lze považovat taktéž módní návrháře.

## Psychologie
Sofistikované psychologické postupy, kupř. k udržení morálky ve svěřené skupině lidí, odvrácení sebevraždy nebo vydírání, nápravě trestanců nebo výchově dětí, vznikly také procesem, jemuž se říká vývoj.
Do této skupiny lze zařadit i metodologii výuky a výcviku obecně — didaktiku. Subjekty přitom nemusí být pouze lidé, nýbrž také psi nebo ptáci, u kterých lze využít jejich dokonalejších smyslů a (právně daného) podřízeného postavení vůči lidem, kdy lze celý život zvířete vyhradit konkrétnímu člověku (vodicí psi) nebo lidem potřebnému účelu (služební kynologie, psi horských záchranných služeb, poštovní holubi nebo dravci, kteří na letištích odhánějí jiné ptáky z dosahu turbín letadel).

## Stavebnictví
Jednotlivé modely stavebních prvků, např. dlaždic, oken, pilířů nebo zábradlí, jsou díla vývojářů.
Za příklad posunu v této oblasti lze pokládat plastová okna jakožto nástupce oken dřevěných.

## Strojírenství
Koncepce všech dopravníků, jeřábů, lisů, motorů, pecí, plavidel, vozidel atd., ale též třeba kabelů nebo rour, jsou rovněž výsledkem vývoje.

## Zábavní průmysl
Deskové, karetní a jiné hry, sportovní (zahrnující tělesnou aktivitu) nevyjímaje, musí vykazovat takové parametry, aby si udržely zájem hráčů.
Jako prvky vývoje v této oblasti lze ztotožnit změny pravidel, např. zavedení ofsajdu v kolektivních sportech nebo úpravu pravidel hazardní hry poté, co nějaký matematik představí způsob, kterým v této hře lze bez porušování pravidel zaručeně vítězit (z dlouhodobého pohledu).
Jako produkt zábavního průmyslu lze klasifikovat i erotické pomůcky.

## Zbrojní průmysl
Střelné, ale i jiné zbraně, které z principu nesmí selhávat v nepříznivých klimatických podmínkách nebo ani řadu let od výroby, jsou dobrým příkladem produktů, jež vyžadují důsledný vývoj. Dalším takovým příkladem jsou elektrické paralyzéry, u kterých je potřeba pečlivě testovat vedlejší účinky na zasažené subjekty, resp. subjekty, pro použití proti nimž jsou tyto neletální zbraně určeny.

## Zdravotnictví
Díky vývoji v oblasti zdravotnictví dnes existují antibiotika, zubní plomby, protézy nebo kardiostimulátory, jsou známé (více, nebo méně úspěšné) metody léčby vážných nemocí (např. chemoterapie v případě rakoviny) a bolestivé nebo jinak nepříjemné lékařské zákroky je možné provádět v anestezii.
Vývoj na poli zdravotnictví se s ohledem na možné poškození zdraví organismu, což u příslušníka lidské říše bývá ceněno až nevyčíslitelně, vyznačuje testováním na zvířatech.